# Phragmodiaporthe caryae
Phragmodiaporthe caryae är en svampart som först beskrevs av Peck, och fick sitt nu gällande namn av Lewis Edgar Wehmeyer 1941. Phragmodiaporthe caryae ingår i släktet Phragmodiaporthe och familjen Melanconidaceae.   Inga underarter finns listade i Catalogue of Life.